# 石文戶
石文戶（本名石啟明，曾用名石曜齊於中視華視導戲，1934年10月27日—2010年4月18日），台灣戲曲演員、廣播電台台語講古（說書）人、歌仔戲編導，台南新營人，在台南鹽水出生，幼時攻讀漢文，青少年時學習京劇藝術，后參加南管歌劇團（高甲戲劇團）表演、廣播電台說書等工作，是台灣資深的歌仔戲劇作家和導演，業界尊稱為「導演爸」。

## 京劇表演
善唱《馬義救主》（《九更天》；《義僕救主》）、《煤山恨》（《明末遺恨》；《崇禎殉國》；《崇禎君吊死煤山》）等外江戲（南派京劇；海派京劇）老生戲。

## 家庭
妻是歌仔戲演員，工旦行，女兒石惠君（育芬；若妤）也是歌仔戲演員，工旦行，現在是國立台灣戲曲學院歌仔戲學系專任教師。

## 電視歌仔戲編導
石導演曾給台視、中視、華視 執導許多部電視歌仔戲。
1960年代捧紅楊麗花的台視正聲天馬歌劇團《精忠報國》（《岳飛傳》；《精忠岳飛》）是他的編導作品，主弦是許再添，嗩吶和月琴、三弦是陳冠華。
他是中視青青歌劇團（網羅葉青、青蓉、許秀年）的編導。
他和陳聰明 (歌仔戲)、蔡天送是1972年到1977年間台視聯合歌仔戲團（整合楊麗花、柳青、葉青3大主演）的3大編導。
1980年代華視神仙歌劇團開台戲《瀟湘夜雨》（1982年）就是他的導演作品，1990年代的葉青歌仔戲《玉樓春》（陳建誠編曲，許再添文場領班、主弦，蕭誠一武場領班）和《伍子胥過昭關》、《皇甫少華與孟麗君》、《薛平貴與王寶釧》、《陳三五娘》等是他的導演作品，這4部戲文場領班是簡永福，主弦是洪堯進，武場領班是王清松，身段指導是周晉忠，動作導演；武術指導是蘇沅峰
。
他做電視歌仔戲《闖堂救婿》（陳建誠編曲，簡永福文場領班，洪堯進主弦，王清松武場領班，朱克榮導演）、《梅玉配》（陳建誠編曲，簡永福文場領班，洪堯進主弦，王清松武場領班，朱克榮導演）的劇本修編，電視歌仔戲《秦淮煙雨》（周以謙音樂設計，柯銘峰文場領班、主弦，王清松武場領班）的（藝術）顧問。

## 大型舞台歌仔戲公演編導
1990年，他執導王振義編劇；音樂指導；製作的明聲歌仔戲團大型舞台歌仔戲《琴劍恨》在台北市國立國父紀念館的世界首演，簡永福和許再添（兼主弦）做文場領班，王清松做武場領班，陳昇琳做武術指導（他給神仙歌劇團執導的《瀟湘夜雨》、《灞橋煙柳》、《岳飛》、《秋霜燕子飛》等許多電視歌仔戲的武術指導；身段指導也都是陳昇琳）。
《琴劍恨》是唐美雲和許亞芬做大型舞台歌仔戲公演主角的第1部戲。
葉青歌仔戲團在台灣國家戲劇院和美國紐約林肯中心的《冉冉紅塵》大型舞台公演是他的導演作品，編曲是陳建誠，文場領班是簡永福，武場領班是王清松，主弦是洪堯進，舞台監督是柯銘峰，助理導演是他的學生蔣建元，副導演是京劇演員齊復強。
1991年，他開始與「河洛」這個專營大型舞台歌仔戲公演的民營劇團合作，《曲判記》（陳建誠編曲，簡永福文場領班，洪堯進主弦，王清松武場領班）、《天鵝宴》（陳建誠編曲，簡永福文場領班，洪堯進主弦，王清松武場領班）、《殺豬狀元》（林鵬翔原著，陳建誠編曲，簡永福文場領班，洪堯進主弦，王清松武場領班）、《皇帝秀才乞食》（柯銘峰音樂指導，簡永福文場領班，洪堯進主弦，王清松武場領班）、《鳳凰蛋》（柯銘峰音樂指導、新曲作曲，簡永福文場領班，洪堯進主弦，王清松武場領班）、《浮沉紗帽》（柯銘峰音樂指導、編曲，簡永福文場領班，洪堯進主弦，王清松武場領班）、《御匾》（柯銘峰編腔；唱腔設計，陳中申編曲指揮台北市立國樂團，王清松武場領班）是他的導演作品。
《曲判記》、《天鵝宴》、《殺豬狀元》、《皇帝秀才乞食》、《鳳凰蛋》、《浮沉紗帽》、《御匾》他做導演並修編整理林鵬翔等人的原著劇本，職稱是編導，《天鵝宴》、《殺豬狀元》、《皇帝秀才乞食》的執行導演（副導演）是閻循瑋，《鳳凰蛋》、《浮沉紗帽》、《御匾》的副導演是蔣建元。
他是宜蘭縣立蘭陽戲劇團的首位導演，執導《錯配姻緣》、《連昇三級》、《打城隍》、《回窯笑傳》、《樊江關》、《吉人天相》等多部大型舞台歌仔戲，並由民視錄製，多次播放，這些舞台歌仔戲的鼓師是朱作民或吳承洋，音樂設計（兼文場領班、主弦）是周以謙，副導演是蔣建元。

## 電視劇演出
- 1990年 中視《又見春風》飾校佐
- 1998年 台視《布袋和尚》第一單元：變臉 飾 琴師
- 1998年 台視《布袋和尚》第四單元：六月雪 飾 相爺
- 2000年 公視《阿達仔伯 （页面存档备份，存于）》飾 陳達

## 教學
曾任國立台灣戲曲學院歌仔戲學系並前身國立台灣戲曲專科學校歌仔戲科的歌仔戲語文教師和學生實習演出編導，編劇、導演《什細記》、《樊江關》（《樊梨花》）等學生實習公演作品。
他審訂萬裕民編寫的《扇子的持拿與運用》這本戲曲學校歌仔戲身段教材。

## 棄世
2010年4月18日病逝台北。